# José María Morelos
José María Teclo Morelos y Pavón (Morelia, 30 de setembro de 1765 – Etapec de Morelos, 22 de dezembro de 1815) foi um dos primeiros líderes da luta pela independência do México da Espanha, até ao seu julgamento e execução pelo Santo Ofício.
José María Morelos nasceu em Morelia, estado de Michoacán (então conhecida como Valladolid e mais tarde rebaptizada em seu nome), no atual estado de Michoacán, na então Nova Espanha. Em 1797, era presbítero na diocese de Carácuaro. Aos 33 anos de idade, foi ordenado sacerdote católico.

## O papel de Morelos na Guerra da Independência Mexicana
Em 1810 juntou-se ao movimento de rebelião contra a Espanha iniciado por Hidalgo, seu antigo mestre. Depois da captura e execução de Hidalgo assumiu a liderança da revolução.
Combateu habilmente o exército espanhol, juntamente com Mariano Matamoros, capturando as cidades de Oaxaca (1812) e Acapulco, o principal porto de mar do México na costa do Pacífico, no ano seguinte.
Promulgou o primeiro decreto de independência em 1813, convocou o primeiro Congresso de Chilpancingo e promulgou a primeira Constituição do México (conhecida como Constituição de Apatzingán), de cariz republicano e centralista.
Iniciou uma série de reformas sociais, que lhe valeram o apoio maciço dos camponeses, que tentavam acabar com as estruturas agrárias do anterior regime. Ao mesmo tempo, promoveu a intolerância para com as religiões não católicas.
Depois de várias derrotas frente aos realistas (Valladolid em 1813 e Puruarán em 1814) acabaria por ser capturado pelas forças espanholas e fuzilado como traidor, na localidade de San Cristóbal Ecatepec, a 22 de Dezembro de 1815. Vicente Guerrero continuaria a luta após a sua morte.
José María Morelos é um herói nacional do México. Para além de Morelia, também o estado de Morelos tem o seu nome.
A sua efígie foi usada na cédula de 500 pesos mexicanos emitida de 1947 até 1978 pela American Bank Note Company, durante os anos 1970 na cédula de 20 pesos mexicanos e mais recentemente, nas cédulas de 50 pesos dos tipos C, D, E e F das cédulas de Peso. Está prevista a colocação de sua efigie ao lado da de Miguel Hidalgo na nova cédula de 200 pesos do tipo G.